# Pipistrellus
Pipistrellus (Kaup, 1829) è un genere di pipistrelli della famiglia dei Vespertilionidi.

## Descrizione

### Dimensioni
Al genere Pipistrellus appartengono pipistrelli di piccole dimensioni, con lunghezza della testa e del corpo tra 35 e 62 mm, la lunghezza dell'avambraccio tra 27 e 50 mm, la lunghezza della coda tra 25 e 50 mm e un peso fino a 20 g.

### Caratteristiche craniche e dentarie
Il cranio presenta una scatola cranica non appiattita e priva di cresta sagittale. Il primo premolare superiore solitamente è ben sviluppato, più o meno situato lungo la linea alveolare, mentre il secondo premolare superiore è talvolta assente. Gli incisivi superiori esterni non sono eccessivamente ridotti e talvolta più piccoli di quelli più interni, i quali possono avere una o due cuspidi. I molari inferiori presentano una struttura occlusale di tipo nyctalodonte, ovvero l'ultima cuspide posteriore linguale è connessa tramite una cresta con una piccola protuberanza terminale, lasciando l'ultima cuspide posteriore labiale isolata (Fig.1).
Sono caratterizzati dalla seguente formula dentaria:

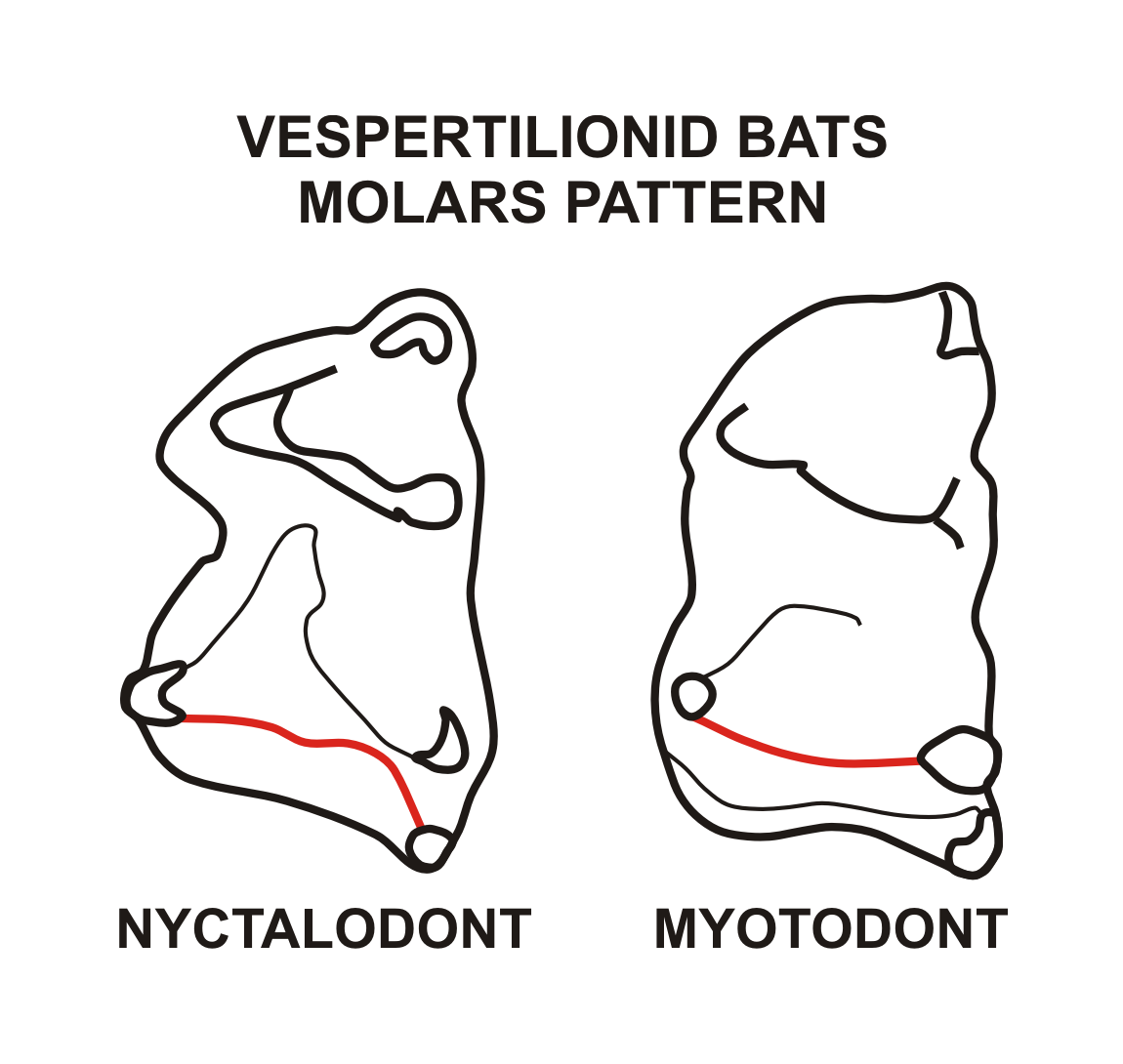
Fig.1

### Aspetto
Il corpo è delicato. Le parti superiori variano dal marrone chiaro al nerastro, mentre quelle inferiori sono generalmente più chiare, talvolta anche biancastre. Il muso è corto, largo, con due masse ghiandolari sui lati e con dei cuscinetti all'angolo posteriore della bocca, che cambiano dimensione in relazione alle condizioni riproduttive dell'individuo. Le orecchie sono corte, ben separate tra loro, triangolari con l'estremità spesso arrotondata, talvolta appuntita e con un antitrago più o meno sviluppato. Il trago è solitamente di lunghezza moderata, con i bordi paralleli e l'estremità smussata. Le ali sono lunghe e strette, possono essere chiare, scure o bianche e in alcune specie avere il bordo posteriore marcato distintamente di bianco. Il quinto dito è più lungo del metacarpo del terzo e quarto dito.  Il calcar presenta un lobo di rinforzo ben sviluppato. L'osso penico è lungo e sottile, curvato in avanti, leggermente più largo alla base e con l'estremità biforcuta.

## Distribuzione
Il genere è diffusa in Africa, Madagascar, Europa, Asia ed Oceania fino alle Isole Salomone.

## Tassonomia
La classificazione di questo genere risulta alquanto complessa e soggetta a continue variazioni alla luce delle nuove ricerche. Inizialmente la distinzione tra Eptesicus e Pipistrellus si basava sulla presenza di un secondo premolare superiore in quest'ultimo genere, ma successivamente si è dimostrato che tale caratteristica non è discriminante ma può presentarsi indistintamente in diverse forme anche in gruppi molto omogenei all'interno della famiglia dei Vespertilionidi. Soltanto nel 1987, Hill e Harrison hanno proposto una nuova classificazione basandosi sulla morfologia dell'osso penico, carattere ritenuto conservativo, spostando alcune specie da un genere all'altro e creando diversi sottogeneri, che successivamente negli anni, con la conferma di ricerche filogenetiche e molecolari, sono stati elevati al rango di generi a sé stanti.
Il genere comprende attualmente le seguenti specie:
- Il secondo incisivo superiore è provvisto di una sola cuspide
  - Gruppo P.kuhlii
    - Pipistrellus aero
    - Pipistrellus deserti
    - Pipistrellus hesperidus
    - Pipistrellus inexspectatus
    - Pipistrellus kuhlii
    - Pipistrellus maderensis
    - Pipistrellus rusticus
- Il secondo incisivo superiore è provvisto di due cuspidi
  - Gruppo P.pipistrellus
    - Sottogruppo P.pipistrellus
      - Pipistrellus hanaki
      - Pipistrellus nathusii
      - Pipistrellus permixtus
      - Pipistrellus pipistrellus
      - Pipistrellus pygmaeus

    - Sottogruppo P.javanicus
      - Pipistrellus abramus
      - Pipistrellus dhofarensis
      - Pipistrellus endoi
      - Pipistrellus javanicus
      - Pipistrellus paterculus

    - Sottogruppo P.coromandra
      - Pipistrellus adamsi
      - Pipistrellus angulatus
      - Pipistrellus collinus
      - Pipistrellus coromandra
      - Pipistrellus papuanus
      - Pipistrellus sturdeei
      - Pipistrellus tenuis
      - Pipistrellus wattsi
      - Pipistrellus westralis

    - Sottogruppo P.ceylonicus
      - Pipistrellus ceylonicus
      - Pipistrellus minahassae

  - Gruppo P.nanulus
    - Pipistrellus nanulus

  - Gruppo P.stenopterus
    - Pipistrellus stenopterus

Incertae Sedis
- Pipistrellus raceyi Bates, Ratrimomanarivo, Harrison & Goodman, 2006[3]